# Université ouverte de Chypre
L’université ouverte de Chypre (en anglais : Open University of Cyprus ; en grec: Ανοικτό Πανεπιστήμιο Κύπρου) est une université publique et ouverte basée à Nicosie. Elle est la seule université chypriote d’enseignement à distance. Elle fut créée en 2001 et elle compte environ 500 étudiants.